# ViolaWWW
ViolaWWW — интернет-браузер, первый популярный во Всемирной паутине (WWW). Впервые он был выпущен в 1992 году для операционных систем на базе Unix и его рекомендовала к использованию организация CERN, в которой и была разработана Всемирная паутина. В конечном итоге браузер ViolaWWW уступил свои лидирующие позиции другому браузеру, Mosaic.

## Viola
Язык программирования Viola был изобретением Пэй-Юань Вэя, члена eXperimental Computing Facility (XCF) при Калифорнийском университете в Беркли. Viola являлся языком программирования/скриптирования для систем на базе UNIX; аббревиатура обозначала «визуально интерактивный объектно-ориентированный язык и приложение» (англ. Visually Interactive Object-oriented Language and Application).